# Orto botanico di Montemarcello
L'Orto botanico di Montemarcello si trova nel comune di Ameglia (SP), all'interno del territorio del Parco di Montemarcello-Magra-Vara.
Inaugurato il 27 giugno del 1999, l'orto era inserito nella Rete degli orti botanici, giardini botanici e vivai delle aree protette della Regione Liguria, era stato chiuso nel 2017  ed è stato ufficialmente riaperto il 12 luglio 2025 

## Le principali collezioni
L'orto, collocato all'apice del Monte Murlo, è organizzato in sezioni rappresentative di parte della flora che si trova nel Caprione (promontorio che separa il Golfo della Spezia dalla Val di Magra):
1. Gariga: piante erbacee e suffruticose aromatiche diffuse lungo la costa al di sopra delle scogliere, come il timo (Thymus vulgaris), la ruta (Ruta angustifolia), l'elicriso (Helichrysum italicum), il trifoglio bituminoso (Psoralea bituminosa), l'euforbia cespugliosa (Euphorbia characias) e il raro citiso argenteo (Argyrolobium zanonii);
2. Macchia mediterranea: piante sempreverdi le cui specie maggiormente diffuse sono il leccio (Quercus ilex), il lentisco (Pistacia lentiscus), il mirto (Myrtus Communis), l'alaterno (Rhamnus alaternus), la fillirea (Phyllirea latifolia) e il corbezzolo (Arbutus unedo) ma anche, per quanto concerne la così detta "macchia bassa", il cisto bianco (Cistus albidus), pianta che si trova al suo limite orientale dell'areale di distribuzione, frequentemente accompagnato da iris nano e orchidee;
3. Pineta di pino d'Aleppo: è presente in circa 260 ettari (Pinus halepensis);
4. Querceto Caducifolie: è diffuso prevalentemente sui versanti settentrionali, con boschi di cerro (Quercus cerris), sottobosco di biancospino (Crataegus monogyna), emero (Coronilla emerus), agrifoglio (Ilex aquifolium) e ligustro (Ligustrum vulgare), e sui versanti orientali più caldi, ove predomina il bosco di roverelle (Quercus pubescens);
5. Piante della tradizione popolare: piccola area dedicata all'etnobotanica, suddivisa in tre zone dove si trovano piante della tradizione popolare, ovvero medicinali come il tarassaco (Taraxacum officinale), alimentari come la borragine (Borago officinalis) e aromatiche.

## La chiusura
L'orto è stato chiuso dal 2017 per problemi di gestione ed è rimasto per anni in abbandono: dopo dei lavori di ripristino, la riapertura è stata organizzata in collaborazione dal Parco di Montemarcello e dal comune di Ameglia.